# エイリアン (X-ファイル)
本項ではアメリカ合衆国で放送されたテレビドラマ『X-ファイル』とその劇場版第1作に登場するエイリアンについて記述する。劇中において、エイリアンは政府内のシンジケートと手を組んで地球への入植を果たそうとする存在として描かれていた。しかし、2016年に放送されたシーズン10第1話「闘争 Part.1」でそれまでの設定が一挙に覆されるような展開があった。

## 概要
『X-ファイル』全体を通じて展開された「ミソロジー」（政府とエイリアンの陰謀）によれば、エイリアンは人間が文明を獲得する遥か以前から地球を訪れていた。成人したエイリアンの容姿はいわゆる「グレイ型エイリアン」そのものである。幼児期のエイリアンの皮膚は黄色味がかっていて、鱗があり、背が高く、気性が荒い。牙や鋭い爪も生えている。これは生まれて間もない個体が無事に生育するために備わっているものである。成人になるとき、個体は鱗状の皮膚を脱皮する。エイリアンの幼生の容姿はヒト型爬虫類に似ている。
極端な寒さに晒されると生命機能を維持するウイルスが不活性化されるため、エイリアンは最終氷期（7万年前―1万年前）の間、地球を離れなければならなくなった。地球を離れるにあたって、エイリアンは戻って来た時のことを考えてブラックオイルを地中に隠した。ブラックオイルにはエイリアンの遺伝情報が含まれており、地球にエイリアンが帰還した際にはその情報が更新される手はずになっていた。地球を離れたエイリアンたちは知的生命体を探して宇宙を飛び回り、見つけ次第それらを征服した。エイリアンたちは宇宙の支配者になろうとしていたのである。シガレット・スモーキング・マンによると、マヤ人が予言したように、エイリアンは2012年12月22日に地球に帰還する予定だった。しかし、1947年にニューメキシコ州上空を飛行していた宇宙船がその付近の岩石に含まれていた磁鉄鉱の影響で墜落してしまった。これが世にいう「ロズウェル事件」である。この事件の結果、アメリカ合衆国やソビエト連邦などの有力者の一部がエイリアンの存在とその入植計画を知ってしまった。入植を食い止めるべく、シンジケートが結成された。そのメンバーの中には、シガレット・スモーキング・マン、ウェル・マニキュアード・マン、ウィリアム・モルダー（モルダー捜査官の父親）もいた。
入植を食い止めたいシンジケートは原子爆弾で地球を「核の冬」状態にするとエイリアンを脅した。地球が極寒の環境になればエイリアンは地球に住むことができなくなる。脅迫を受けたエイリアンは即座に地球を侵略する計画を取りやめざるを得なくなった。そして、エイリアンはシンジケートとの交渉を開始した。1973年、シンジケートとエイリアンは人間の一部をエイリアンと人間の混血種にすることで地球での共存を図ると合意に至った。エイリアンの主力軍が地球に到達する2012年までに、人間はエイリアンの協力の下、混血種を作り出さなければならなくなった。しかし、混血種を作る実験が成功したとしても、出来上がった混血種はエイリアンの奴隷として使役される運命にあった。そのため、シンジケートとその協力者たちはハイブリッドになる決断を下せずにいた。シンジケートが入植に協力することと引き換えに、エイリアンは混血種を作る実験の材料として自らの胎児を提供した。また、エイリアンの高度なテクノロジーの一部を軍事技術に転用することも認めた。さらには、バウンティハンターのようなエイリアンを工作員としてシンジケートに提供した。エイリアンはシンジケートのメンバーとその後継者が入植後も無事に生きられるように手配していた。
当然のことながら、シンジケートとエイリアンの双方には隠された思惑があった。シンジケートは人類全てを救済するために、エイリアンのウイルスのワクチンを開発しようとしていた。エイリアンは人類をブラックオイルに感染させて奴隷化しようとしたが、その実験の過程でブラックオイルが新種のエイリアンを生み出してしまった。新種はエイリアンの入植を拒絶し、自分たちの種の繁栄を求めたのである。

## バウンティハンター

### 概要
バウンティハンターは入植を推進するエイリアンとは別の立ち位置にいるエイリアンのグループである。エイリアンは姿を変化させる能力を持つが、バウンティハンターは特に高い変形能力を持っている。その能力を生かして入植計画の邪魔になる人間/エイリアンの排除やエイリアンがいた痕跡の処理を行う。バウンティハンターの血液は緑色で、レトロウイルスが含まれている。ウイルスは強力なもので、人間が感染すると死に至る。また、血液自体も強酸性で有毒ガスを放って人間の血液をゼリー状の物質に凝固させるため、それに触れた人間を死に至らしめる（ヘパリンの大量投与によって凝固を防ぐことは可能）。
他のエイリアンと同様に、バウンティハンターを殺すには首の付け根を正確に突き刺すしかない。バウンティハンターはエイリアンや混血種の失敗作を殺すためのアイスピック状の武器を携帯している。バウンティハンターが死ぬと、酸性の血液によって死体が溶解し蒸発してしまう。
後述する反乱軍もバウンティハンターと同じエイリアンである。また、シリーズ後半にはバウンティハンターが担っていた任務を無敵兵士が担うことになった。

### 構想
シーズン2第16話「入植 Part.1」でバウンティハンターが初めて登場した。モルダー捜査官を演じるデヴィッド・ドゥカヴニーのアイデアを受けて、クリス・カーターとフランク・スポットニッツが考案したキャラクターである。カーターは「ドゥカヴニーが私のところにきて、『賞金稼ぎのようなエイリアンが話に出てきたら良いと思うのだが。』と言ってきた。確かにそうだと思った私はそのアイデアを練り上げる作業に入った。」と語っている。
カーターとスポットニッツはバウンティハンターを演じる俳優を選出するために多くの時間を割くことができなかったが、バウンティハンターをシリーズ全体を通して登場させようと思っていたので、特に念入りに検討が行われた。スポットニッツの「独特の風貌をしている。顔と口が極めて特徴的だ。」と指摘したこともあって、ブライアン・トンプソンがバウンティハンター役に起用された。正式に出演が決まった後、製作スタッフはトンプソンのエージェントに「バウンティハンターは空軍のパイロットのような存在だ。だから、トンプソン氏には髪を短く整えてもらいたい。」と伝えた。しかし、手違いでそれがトンプソンに伝わらなかった。そのため、バウンティハンターの髪型は当初のコンセプトから外れたものになってしまった。

### 批評家からの評価
バウンティハンターに対する批評家からの評価は概ね良好であった。『デン・オブ・ギーク』はバウンティハンターを「X-ファイルのキャラクタートップ10」に選出し、「エイリアンの非常に強力な僕だ。」と評している。

## ブラックオイル

### 概要
ブラックオイルは「純潔種」「ブラックキャンサー」という名前でも知られている。オイルは地球の地下にある石油だまりで繁殖していたエイリアンのウイルスである。ウイルスが人間に感染すると、その人間は行動の自由をウイルスに奪われる。人間に感染したウイルスは感覚を持ち、コミュニケーションも図れるようになる。エイリアンはブラックオイルを生物兵器として使用し、宇宙の征服を目指していることが判明している。
エイリアンの協力を受けたシンジケートは入植に際してブラックオイルに含まれるウイルスを人類にまき散らすための方法を模索していた。そして、攻撃性が極めて強いアフリカミツバチを利用することを思いつく。シンジケートはトウモロコシを遺伝子組み換え技術で品種改良して、アフリカミツバチがより強く引きつけられるような種を生み出した。そのトウモロコシをあちこちにばらまくことで、ウィルスを媒介するハチをもまき散らそうと考えたのである。そのハチは入植の前に人間をウイルスに感染させ、人間をエイリアンの奴隷へと変えてしまうのである。それを防ごうとしたシンジケートはワクチンの開発に乗り出した。それは「純血種支配」計画と呼ばれていた。しかし、その計画は失敗してしまった。一方、ロシアの組織はワクチンの開発に成功した。シンジケートはそのワクチンを入手することに成功した。
シンジケートがエイリアンと共同で実験を行っていたのは、ワクチン開発のために必要なブラックオイルを入手するためであった。このワクチンの開発は順調に進まなかったが、最終的には効き目の弱いワクチンを作ることはできた。劇場版第1作で南極の宇宙船にとらわれていたスカリーに投与されたのもそのワクチンである。劇場版第1作で起きた事件を通して、モルダーとスカリーはブラックオイルが人間の体を乗っ取らずにただ潜伏することもできることを知った。
妊娠中にブラックオイルが含むウイルスに感染すると、その胎児は96時間後にエイリアンの幼生に変化するか妊婦の体温が急激に上昇して死に至るかのどちらかになる。

### 構想
ブラックオイルはシーズン3第15話「海底」で初めて登場した。ブラックオイルはCGで表現された。製作スタッフはブラックオイルを実際の物質で表現するために試行錯誤を重ねた。その結果、アセトンとオイルの混合物が使用されることになった。この混合物は、垂らすと球状にまとまりやすいという性質がある。
ブラックオイルが本編に最後に登場したのはシーズン8第18話「到来」である。このエピソードにおいて、ブラックオイルは廃糖蜜とチョコレートシロップを使って表現された。廃糖蜜やシロップのこぼれ方を制御することはできないため、スタッフの思い通りのこぼれ方になるまで9回も再撮影が行われたという。ただし、ブラックオイルが人間の目・鼻・耳から漏れ出るシーンはCGによって表現された。

### 批評家からの評価
ブラックオイルに対する批評家の評価は概ね良好であった。『デン・オブ・ギーク』はブラックオイルとそれを運搬する殺人バチを「『X-ファイル』のキャラクタートップ10」に選出した。同サイトはブラックオイルに関して「その邪悪さがいい。ブラックオイルは「ミソロジー」の中核をなす大規模な宇宙人入植計画の中心的存在だ。」と評し、殺人バチに関しては「視聴者も気に入っただろう」と述べている。同サイトは劇場版第1作での殺人バチの描写を高く評価しており、「あの映画の中で、殺人バチはクールな悪のパンテオンにいたといえる。殺人バチが出たことはあの映画に大きな影響を与えた。」と述べている。

## 反乱軍

### 概要
反乱軍は地球への入植に反対し、それに対する抵抗運動を行うエイリアンの一団である。反乱軍はバウンティハンターと同じエイリアンではあるが、ブラックオイルに含まれるウイルスの影響を受けていない。反乱軍はグロテスクな風貌をしている。ブラックオイルが体内に侵入して来るのを防ぐために、目・口・耳・鼻を完全に塞いでいる。反乱軍の母星ではエイリアンの入植が進みつつあるが、反乱軍のメンバーはバウンティハンターとしてエイリアンに奉仕することを免除された。ただし、反乱軍は人類とも敵対している。反乱軍は人間を瞬時に焼き殺す武器を持っており、それを使用することを躊躇わない。反乱軍はエイリアンの入植を阻止するべく、エイリアンに誘拐された人間を焼き殺しているのである。
反乱軍はエイリアンにハイブリッド実験が成功したこと（後述のカサンドラ・スペンダーのこと）を知られないようにすることに全力を注いでいる。反乱軍はカサンドラを殺すこともできたが、シンジケートが自分たちの味方になる可能性を考慮して生かすことを選択した。もし、シンジケートが自分たちへの協力を拒めば、反乱軍はカサンドラの存在を世間に公表するつもりであった。反乱軍はシンジケート内部に入り込み、彼らがエイリアンの入植に抵抗する方向へ誘導しようと試みたが、失敗に終わった。シンジケートは入植に抵抗することは無駄だと判断したのである。
ここに至っても、シンジケートは十分な効果を持つワクチンを開発できずにいた。そのため、シンジケートはエイリアンとの当初の約束に従い、ハイブリッドの実験を成功させる以外に道はなかった。そして、シンジケートは入植者たちに入植を開始すべき時だというメッセージを送ろうとした。それを察した反乱軍は生き残るために地球を脱出しようとしていたシンジケートとその家族を皆殺しにした。ただし、ダイアナ・ファウリー、シガレット・スモーキング・マンの2人は取り逃がした。一方、エイリアンはハイブリッド実験が失敗に終わったと思い込み、2012年12月22日に予定されていた地球入植の日を延期しないことを決めた。

### 構想
フランク・スポットニッツは「反乱軍はエイリアンに誘拐された人間を殺そうとしているが、人間にとっては強力な味方なんだ。」「反乱軍と人類は天の川銀河において、高度な文明を築き上げ、かつ、ブラックオイルに侵略されていないただ2つの種だ。」「「ファイト・ザ・フューチャー Part.2」でモルダー（人類）がエイリアンに負けた。反乱軍がカサンドラ・スペンダー（人間とエイリアンのハイブリッド）をエイリアンに渡さなかった結果、地球への入植を止めることができなくなってしまった。」と述べている。
『X-ファイル』シリーズの特殊効果の責任者を務めるトニー・リンダラが反乱軍の外見を決めた。しかし、スポットニッツは「ファイト・ザ・フューチャー Part.2」での反乱軍の描写には問題があったとしている。スポットニッツは「あれは『X-ファイル』の中でも最も酷い出来だ。製作段階で十分な時間をかけなかったのが原因だ。」と述べている。

## ハイブリッド
第二次世界大戦の直後、実験に協力する代わりに戦争に加担した罪を免れたドイツと日本の科学者たちによって、エイリアンと人間のハイブリッドを生み出す実験が始まった。しかし、一向に成功しなかったため、シンジケートは自前の研究者にも実験させ始めた。1950年代にはソビエト連邦の科学者のチームが一卵性双生児の持つ遺伝子に特徴的な部分があることを発見した。エイリアンとシンジケートはその成果を利用してエイリアンの遺伝子を組み込んだクローン人間や不完全なハイブリッド種を生み出す実験を行ったが、満足のいく成果は上がらなかった。
この実験の過程で生まれたのがサマンサ・モルダー（シーズン2第17話「入植 Part.1」などに登場）やウィリアム・セカーレ博士（シーズン1第24話「三角フラスコ」に登場）である。クローンたちの血液はエイリアンと同様に、強酸性で緑色をしている。また、水中での呼吸ができる上に、通常の人間より身体能力がはるかに高い。エイリアンとシンジケートはクローンを自らの手先として利用していた。
事態が急転したのは、カサンドラ・スペンダー（シガレット・スモーキング・マンの元妻、ジェフリー・スペンダーの母親）が人間とエイリアンのハイブリッドとなったことである。カサンドラがなぜハイブリッドになったのかは劇中で明示されていないが、シンジケートとエイリアンが行っていた実験による成果ではないことは確かである。また、カサンドラがハイブリッドになった時期は、シンジケートが人質として自分たちの家族をエイリアンに差し出した1973年以降であると推定される。何年もの間、カサンドラは自分が「人類により高度な精神世界に関する知識を伝達するためにエイリアンが派遣した使者」だと思い込んでいた。しかし、1990年代後半にエイリアンに誘拐された際に、カサンドラは自らがハイブリッドであることを知ってしまった。最終的に、カサンドラは反乱軍によって焼き殺された。
シーズン6最終話「創世記」で、モルダーはオーパーツに触れてしまい、人の心が分かるようになってしまった。そして、モルダーは昏睡状態に陥った。スカリーはモルダーの治療法を探し回り、最終的に一冊の本に行き着いた。その本にはネイティブ・アメリカンの信仰とその実践に関する内容が書かれていた。その中に特殊能力を手放し人類の救世主となるための方法が詳述されていた。その頃、シガレット・スモーキング・マンは昏睡状態のモルダーを連れ出し、ある実験を行った。スモーキング・マンはモルダーこそが完璧なハイブリッドであると信じ込み、その遺伝子を入手しようとしたのである。スモーキング・マンはモルダーの遺伝子を利用して自らが生涯をかけて取り組んできた陰謀を完遂し、来るべきエイリアンの入植を生き延びようとしたのである。

## 無敵兵士（スーパーソルジャー）

### 概要
シンジケートが壊滅したため、エイリアンは自分たちが地球上にいた痕跡を消し去り、無敵兵士と呼ばれる種を作り出そうとした。無敵兵士は、ハイブリッド実験が失敗に終わった（とエイリアンが思い込んだ）ために新たに考案されたものである。エイリアンはハイブリッド種の代わりに無敵兵士を自らの奴隷として使役しようとしたのである。エイリアンは無敵兵士を作るにあたって、人間を新種のウイルスに感染させた。そのウイルスはゆっくりと人体を蝕み、その後に宿主の体を再構成するという作用を持つ。劇中の描写を見る限り、人間を新種のウイルスに感染させるには大掛かりな外科的処置を施す必要がある。
無敵兵士の血は人間と同じく赤色であるため不審に思われずに済む。また、ウイルスに感染させることができれば、権力者も無敵兵士にすることができる。この2点において、無敵兵士はエイリアンが入植を進める上で理想の存在であった。（ただし、無敵兵士の首の付け根には突起があり、それで無敵兵士を見分けることは容易ではある。また、無敵兵士の血液を詳細に分析すれば、金属を含有したDNAが検出される。）無敵兵士はバウンティハンターのように姿形を変えることはできないが、ごみの粉砕機で砕かれようとも絶対に死ぬことはなく、素手で金属をへし折ることもできる。無敵兵士は戦力として極めて優れている。
ただし、無敵兵士にも一つだけ弱点がある。無敵兵士はその生命を維持するシステムとして金属を多く取り込んでいる。そのため、磁鉄鉱（強い磁性を有する）に触れると肉体が引き裂かれてしまうのである。エイリアンは無敵兵士を使うことで、人間の協力者を頼ることなく入植を進めることができるようになった。シリーズ最終盤において、無敵兵士はかつてのシンジケートのような勢力にまで成長し、モルダーとスカリーをFBIから追い出すことに成功した。無敵兵士たちは2012年12月22日のエイリアンの地球入植に向けて着々と準備を進めていくのだろう。

### 批評家からの評価
無敵兵士に対する批評家の評価は否定的なものとなっている。これは『X-ファイル』がシーズン9で不完全な終わり方をしたことに起因するものである。『A.V.クラブ』は「新しく生み出された「無敵兵士」に関するストーリーラインは、いいアイデアと悪いアイデアのごった煮になってしまった。」と述べている。ただし、酷評ばかりではない。『デン・オブ・ギーク』は無敵兵士を「『X-ファイル』のキャラクタートップ10」に選出し、『X-ファイル』をシーズン7で終わらせなかったスタッフの選択を称賛した。しかし、「以前のキャラクターほど興味を惹かれないものであることは確かだ」と述べている。